# Georg Henke
Pour les articles homonymes, voir Henke.
Georg Henke (né le 9 avril 1908 à Berlin, mort le 8 décembre 1986 à Berlin-Est) est un homme politique allemand communiste, résistant au nazisme et ambassadeur de la République démocratique allemande.

## Biographie
Georg Henke suit une formation dans la vente à l'exportation à Berlin de 1924 à 1927. Il adhère au syndicat Allgemeiner freier Angestelltenbund en 1928 et devient enseignant et en même temps directeur du groupe de travail sur l'économie au sein de la Marxistische Arbeiterschule (MASCH).
En 1931, il rejoint le Parti communiste d'Allemagne (KPD). De 1933 à 1935, il travaille illégalement en Allemagne pour la direction du district du KPD à Berlin et le service de presse. Henke s'exile ensuite en Tchécoslovaquie. De 1935 à 1937, il est étudiant à l'École internationale Lénine de Moscou et en mars 1938, il va en Espagne, où il appartient au bataillon Edgar André. Plus tard, Henke, qui immigre illégalement en Suède, donne des instructions à la direction étrangère du KPD, à Stockholm. Il écrit des articles pour le magazine de l'Internationale communiste Die Welt, dirigé par Jakob Rosner, principalement sous le pseudonyme d'Erna Schmitz, et fait plusieurs voyages illégaux en Allemagne. En 1942, il est arrêté par la police suédoise. Après sa libération, il travaille à l'Association culturelle allemande libre (Freier Deutscher Kulturbund) à Uppsala, puis à Stockholm, il occupe un emploi au magazine Politische Information.
Après la Seconde Guerre mondiale, Henke retourne en Allemagne en 1946 dans la zone d'occupation soviétique. De 1946 à 1950, il est rédacteur en chef de l'hebdomadaire Die Wirtschaft, de 1950 à 1951 il fait partie du conseil commercial de l'ambassade à Moscou, puis, jusqu'en 1955, il est chef adjoint de la représentation de la RDA au Conseil d'assistance économique mutuelle, également à Moscou. Le 6 mai 1955, Henke reçoit l'Ordre du mérite patriotique en argent. De 1956 à 1958, il est vice-président de la Commission nationale de planification et de 1958 à 1964, chef du principal service des relations économiques internationales ainsi que chef de la représentation de cette commission à Moscou en 1961. En 1964, il dirige le département de la politique économique au ministère des Affaires étrangères et de 1968 à 1972, il est ambassadeur de la RDA en Corée du Nord.
Son urne est enterrée dans le cimetière central de Berlin-Friedrichsfelde parmi les tombes des victimes et des persécutés du régime nazi.
Dans le roman de Peter Weiss, L'Esthétique de la résistance, Georg Henke apparaît comme un personnage secondaire. Weiss interviewe Henke le 20 octobre 1972 et se sert de ses propos pour les deuxième et troisième volumes de son roman.